# GenBank
GenBank – otwarta i dostępna w Internecie amerykańska bioinformatyczna baza danych zawierająca zbiór genowych sekwencji nukleotydowych. 
GenBank, wraz z instytucjami współpracującymi, zbiera poznawane sekwencje z laboratoriów całego świata. Posiada dane dotyczące ponad 100 tysięcy organizmów. Baza rośnie wykładniczo, podwajając swoje zasoby co 10 miesięcy. GenBank przyjmuje zarówno dane z poszczególnych laboratoriów, jak i depozyty informacyjne z baz wielkoskalowych.

## Historia
Zespół kierowany przez Waltera Goada z Theoretical Biology and Biophysics Group w Los Alamos National Laboratory stworzył w 1979 Los Alamos Sequence Database, która została przekształcona w roku 1982 w GenBank, ufundowany przez Narodowe Instytuty Zdrowia, Narodową Fundację Nauki, Departament Energii i Departament Obrony Stanów Zjednoczonych. Los Alamos National Laboratory na koniec 1983 roku zgromadziło ponad 2000 sekwencji.
W połowie lat 80. XX wieku firma Intelligenetics ze Stanford University zarządzała GenBankiem wraz z LANL. W latach 1989–1992 GenBank przeniesiono do nowo utworzonego National Center for Biotechnology Information.
W 2005 roku liczba sekwencji znajdujących się w tej bazie przekroczyła 100 miliardów par zasad azotowych.